# Grünská kyselka
Grünská kyselka (dříve též Luční kyselka) je jediný volně přístupný zdroj z minerálních pramenů využívaných pro výrobu komerční minerálky Magnesia. Vyvěrá severozápadně od vesnice Louka, části obce Nová Ves v okrese Sokolov v Karlovarském kraji.

## Geografická poloha
Grünská kyselka vyvěrá v centrální části Slavkovského lesa uprostřed CHKO Slavkovský les v k. ú. Louka u Mariánských Lázní.

## Přírodní poměry
Horninové podloží tvoří pásmo hadců (tzv. Mnichovských hadců) mariánskolázeňského metabazitového komplexu, největšího tělesa metamorfovaných bazických hornin v celém Českém masivu.
Lokalitou protéká potok Kyselka, pramen Grünské kyselky vyvěrá při jeho levém břehu. Přibližně 500 metrů severozápadně od pramene se nachází přírodní památka Dominova skalka, 900 metrů jižně národní přírodní rezervace Pluhův bor.

## Historie
Pramen pravděpodobně znali místní obyvatelé již v 17. století. Poté, co bečovské panství koupili v roce 1813 od Kouniců Beaufort-Spontinové, nechal hrabě Jindřich Beaufort-Spontin místo vývěru upravit a začal jej využívat. Na počest jeho druhé manželky byl krátce nazýván jako Arnoštin pramen. Později se vžilo pojmenování Grünská kyselka podle obce Louka (německy Grün).
Roku 1893 koupil prostor pramene bohatý statkář Engelbert Zuleger z Louky, který nechal provést důkladný chemický rozbor. Po potvrzení vysoké kvality začal vodu od roku 1899 stáčet do láhví a rozvážet do okolí. Minerálka se prodávala pod názvem Zulegerova minerálka a vyvážela do Vídně, ale také do Ameriky a Japonska. Denní výkon stáčírny byl až tisíc láhví.
Po statkáři Zulegerovi patřila kyselka několika majitelům a nájemcům. Roku 1928 ji získali manželé Löserovi z Karlových Varů. Rozšířili stáčírnu a nad pramenem postavili osmiboký pavilon. K vlastnímu prameni s trojitým kohoutkem v 6 metrů hluboké šachtici vedlo 21 kamenných schodů. Místo odběru muselo být kvůli koncentraci uvolňovaného oxidu uhličitého odvětráváno ventilátorem s elektrickým pohonem. K transportu prázdných a plných láhví sloužil řetězový výtah. Vedle pramene byla postavena výletní kavárna Café Almbrünnl s terasou a tančírnou, která byla hodně navštěvovaná, a pro lázeňské hosty sem byla zavedena autobusová linka z Mariánských Lázní. V době hospodářské krize došlo ke značnému omezení podnikání s kyselkou, ale později se výroba minerálky vrátila na původní úroveň. Nastal však problém s klesající vydatností pramene. K zvýšení jeho vydatnosti se zvažovalo prohloubení, ke kterému však již nedošlo.
Následovalo obsazení Sudet po Mnichovské dohodě a území zabrala německá armáda. Za druhé světové války zde prováděly stáčení nejprve německé ženy z okolních obcí, později francouzští váleční zajatci. V blízkosti stáčírny byl asi sto metrů jižním směrem od samotného pramene vybudován tábor pro francouzské válečné zajatce. Ti stáčeli vodu z Grünské kyselky a nedaleké Novoveské kyselky. Přesný počet zajatců není znám, je odhadován mezi 100–150. Minerálka se pod názvem Sudetenquelle (Sudetský pramen) dodávala německé Rommelovo armádě Afrikakorps v Africe a údajně také do koncentračního tábora v Osvětimi. Nedaleko tábora se měl nacházet menší hřbitov, kam se pohřbívali zemřelí zajatci. Místo hřbitova je však neznámé.
Po druhé světové válce došlo k vytvoření Vojenského prostoru Prameny a do roku 1950 se zde minerálka stáčela pro účely Československé armády. Poté byl pramen opuštěn a minerálka vytékala volně bez užitku do potoka. Zchátralé budovy byly na počátku 80. let 20. století zbourány.
V letech 1958–1959 byly na lokalitě provedeny dva průzkumné vrty do hloubky 80 metrů, z nichž jeden měl vydatnost 50 litrů/min při snížení hladiny o 3 metry. V letech 1964–1965 byl ve vzdálenosti 22 metrů od původního pramenního jímání proveden vrt BJ-1 do hloubky 100 metrů. Při snížení hladiny o 15 metrů poskytoval 68 litrů/min.
V roce 1991 území koupila firma Karlovarské minerální vody, která nedaleko původního vývěru vyhloubila nové jímací vrty. Minerálka se vozila autocisternami do stáčíren v Karlových Varech a Kyselce. Na počátku 21. století byla vybudována nová stáčírna v nedalekém Mnichově, kam se přivádí čerpaná minerálka podzemním potrubím. Ve stáčírně se Grünská kyselka míchá s minerálními vodami z dalších vrtů z hadcové oblasti v okolí potoka Kyselka, Mnichovského a Pramenského potoka, takže výsledný produkt minerálka Magnesia se od původní Grünské kyselky mírně liší.

## Chemické složení
Celková mineralizace činí 1920 mg/litr až 3000 mg/litr (odběr 19.4.1968).
Vlivem specifického složení horniny hadce, kterým pramen po puklinách proniká na povrch, získala minerálka ojedinělé složení, zejména velmi silné obohacení hořčíkem. Jeho obsah se uvádí nejčastěji v hodnotě 290 mg/litr, kde se vychází z odběru ze dne 10.7.1972 z vrtu BJ-1. Při chemických rozborech odběru ze dne 19.4.1968 byla laboratorně zjištěna hodnota obsahu Mg dokonce 450,6 mg/litr. Obsah dalších kationtů je nízký až zanedbatelný, výhodou je zejména nízký obsah iontů železa. Proto v uzavřené lahvi vydrží minerálka dlouho bez zákalu oxidů železa.

## Současný stav
Pramen Grünské kyselky je někdy mylně uváděn jako pramen minerálky Magnesie. Je však jen jednou z jejích složek. Místo původního vývěru minerálky se nachází v oploceném areálu s jímacími vrty, veřejnosti nepřístupném. Za účelem možnosti odběru minerálky pro veřejnost byl z jednoho jímacího vrtu vyveden přepad mimo oplocený areál.

## Přístupnost
Ke Grünské kyselce vede upravená lesní cesta, která odbočuje ze silnice z Nové Vsi do Louky. Veřejnosti přístupné místo odběru je kryté altánem u kterého se nachází informační tabule s historií pramene. Okolo Grünské kyselky je vedena (v terénu neznačená) 12 km dlouhá Naučná stezka Mnichovské hadce.

## Galerie

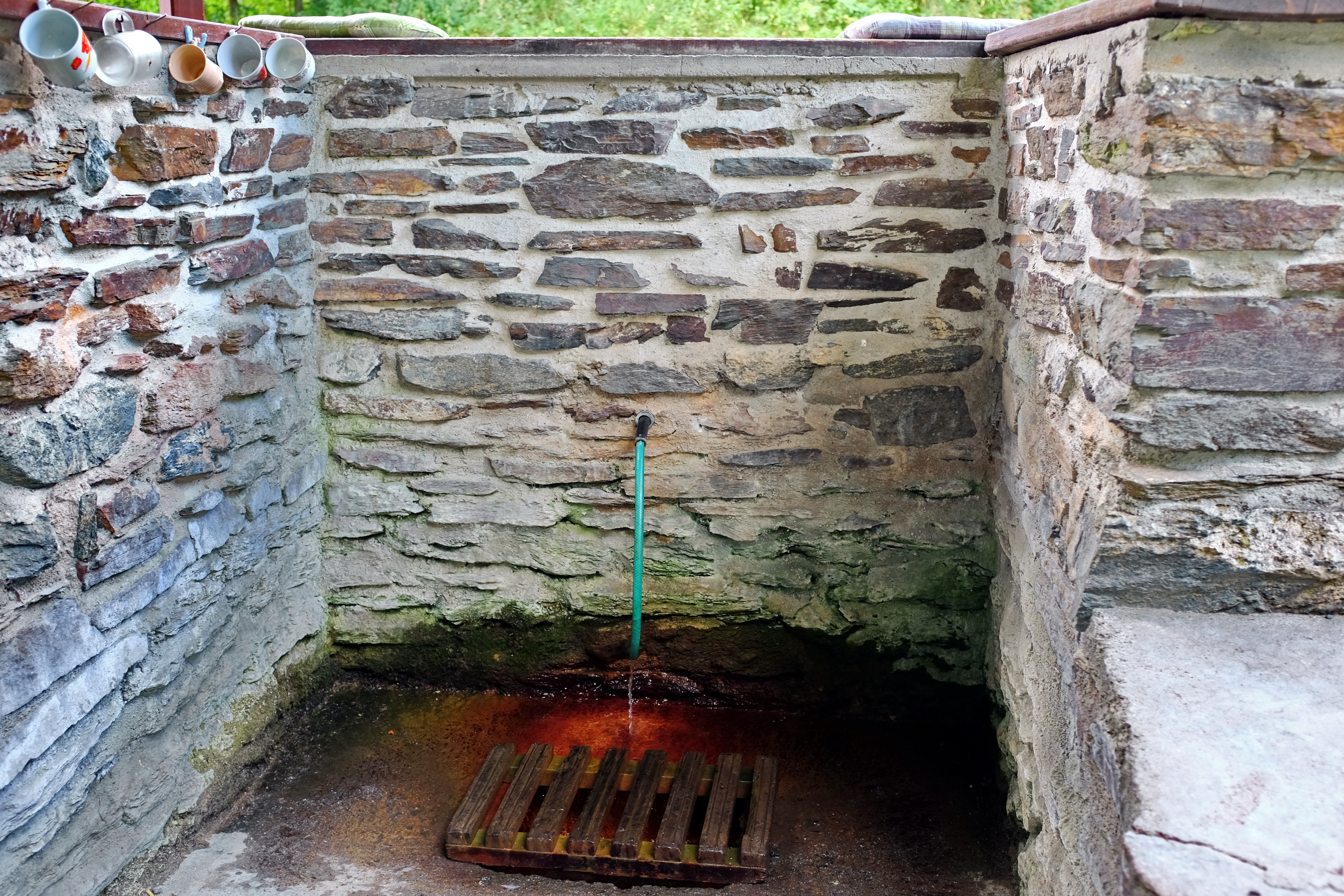
Odběrné místo pro veřejnost
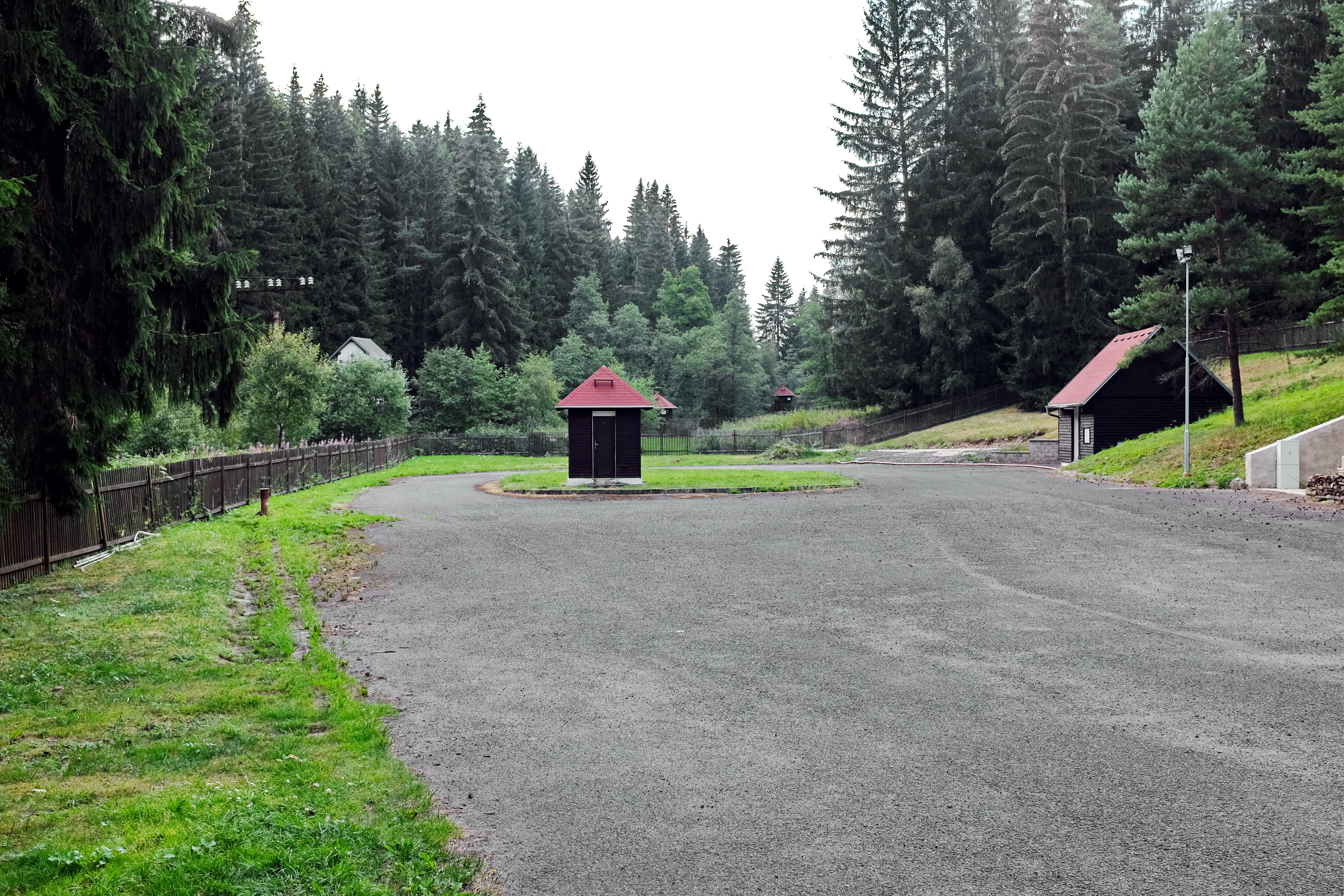
Jímací vrty v oploceném areálu
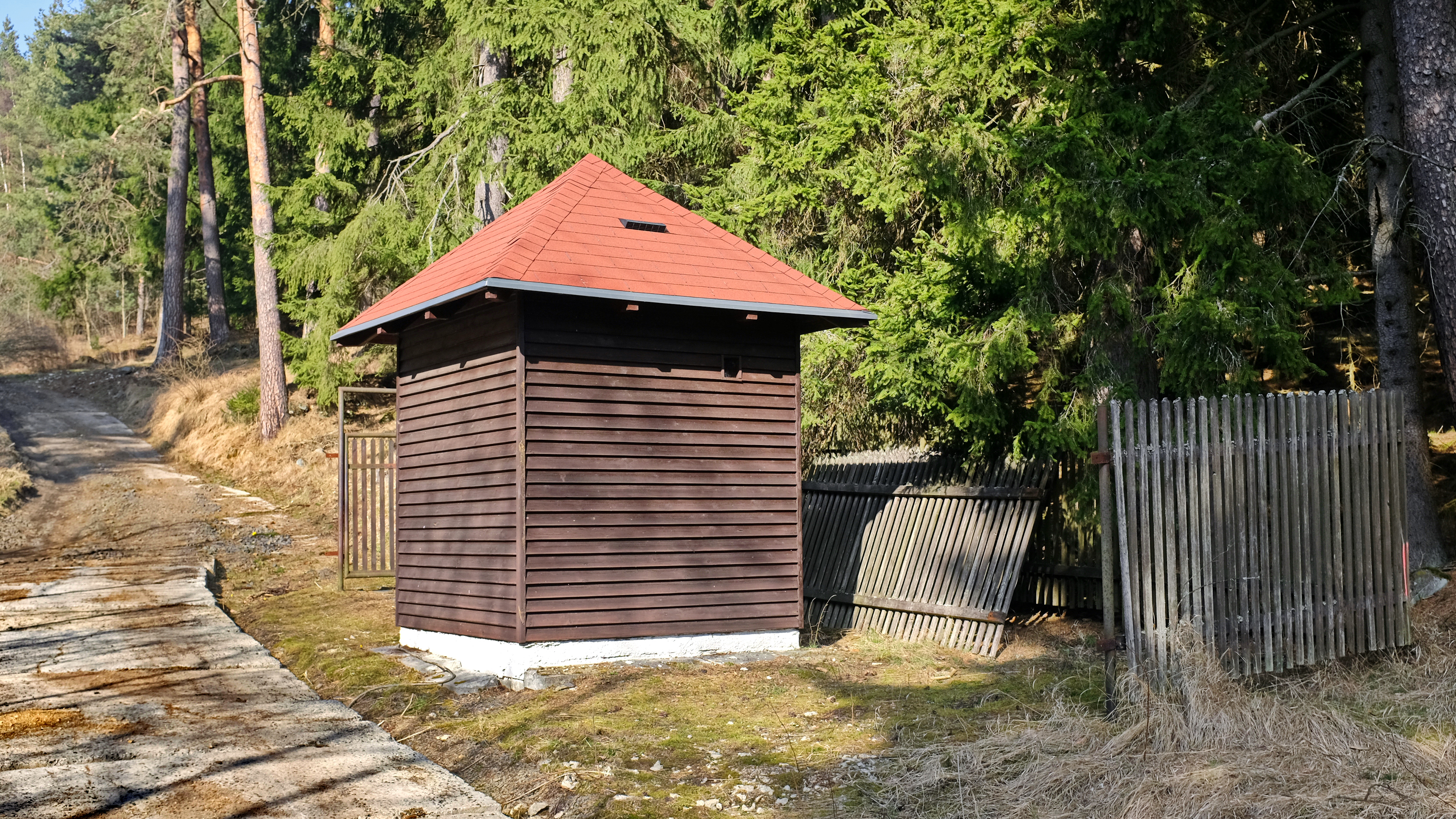
Jímací vrt mimo oplocený areál
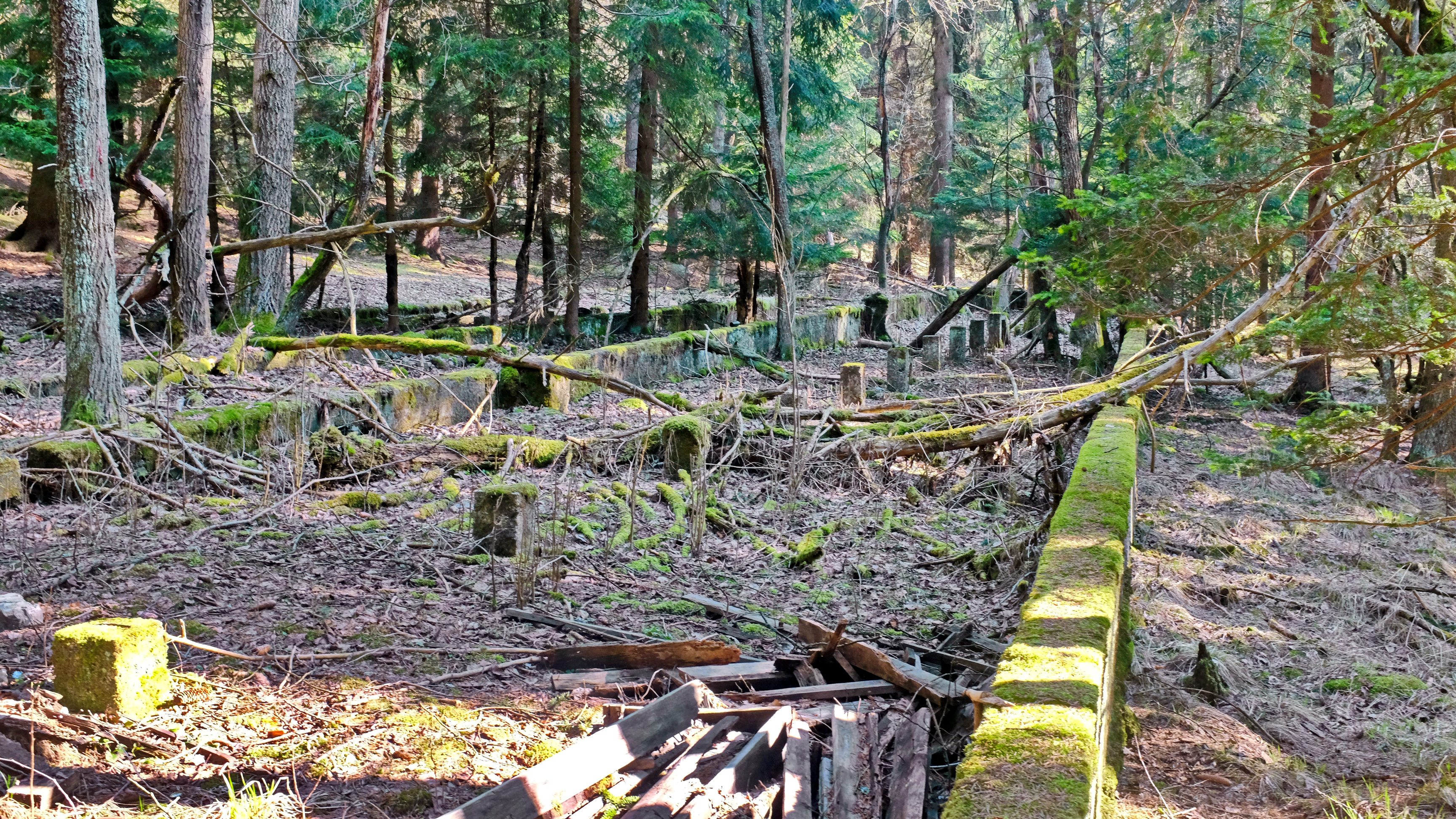
Pozůstatek zajateckého tábora
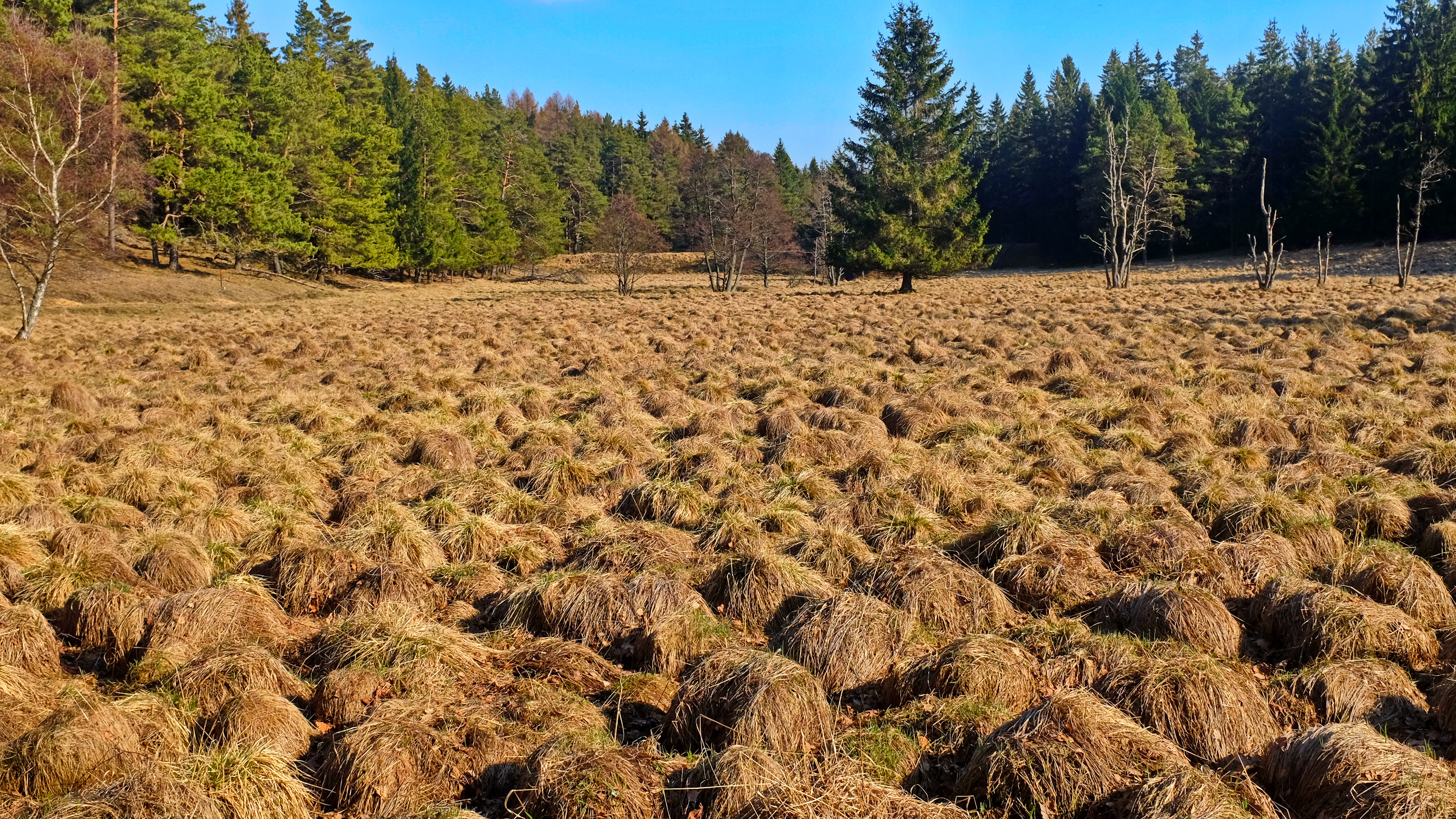
Mokřady nad oploceným areálem
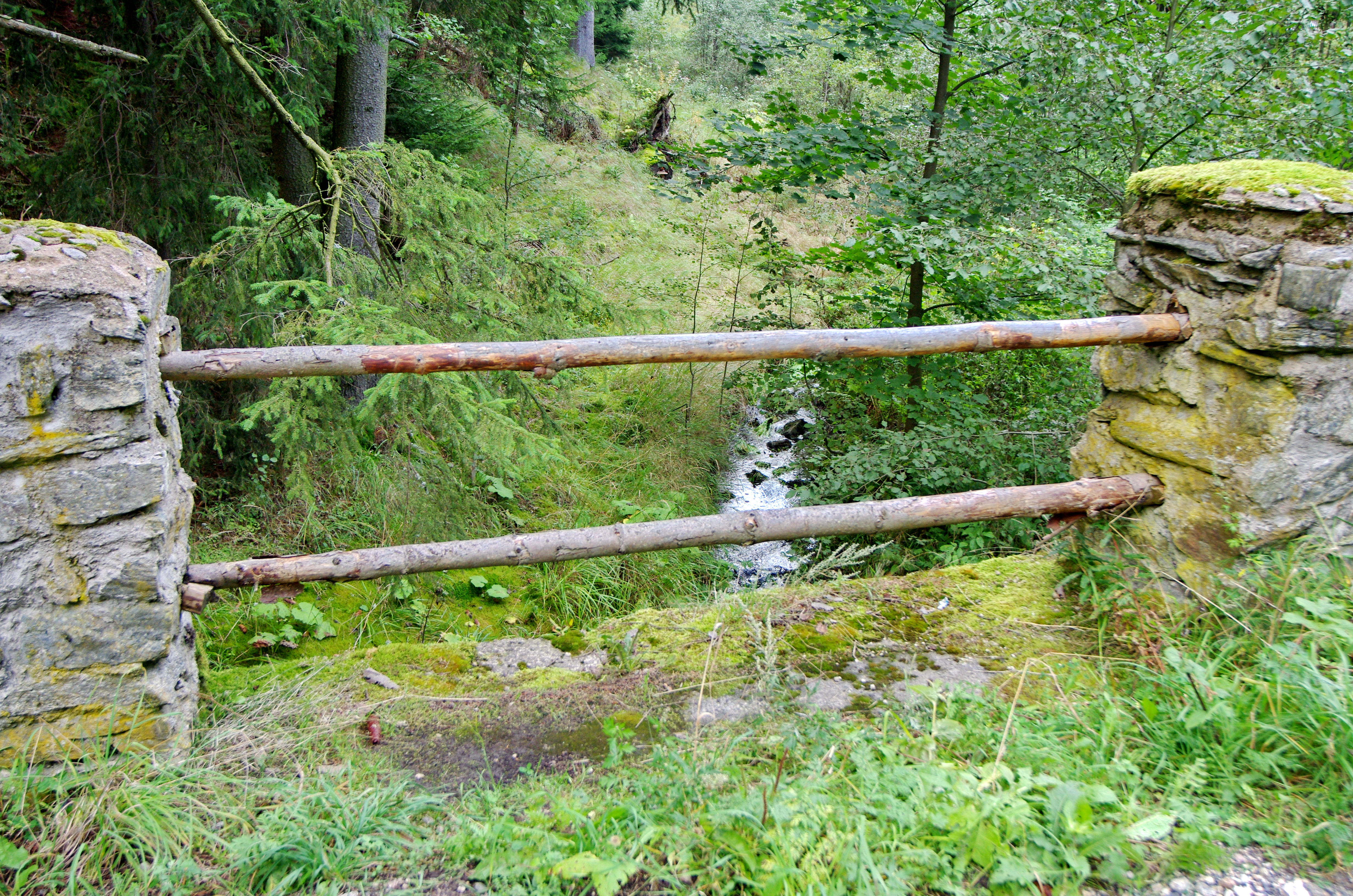
Potok Kyselka pod vývěrem